# Luigi Guido
Luigi Guido (ur. 5 marca 1968 w Novi Ligure) – włoski judoka. Trzykrotny olimpijczyk. Zajął siedemnaste miejsce w Barcelonie 1992; trzynaste w Atlancie 1996 i piąte Sydney 2000. Walczył w wadze półciężkiej.
Uczestnik mistrzostw świata w 1991, 1995, 1997, 1999. Startował w Pucharze Świata w latach 1990–1993, 1995–2000. Brązowy medalista mistrzostw Europy w 1992. Triumfator igrzysk śródziemnomorskich w 1997; drugi w 1991. Mistrz igrzysk wojskowych w 1995; drugi w 1999. Drugi na MŚ wojskowych w 1992, 1994 i 1998. Trzeci na akademickich MŚ w 1994 roku.

## Letnie Igrzyska Olimpijskie 1992
| Konkurencja | Eliminacje                 | Eliminacje                | Klas. końcowa |
| Konkurencja | Przeciwnik I               | Przeciwnik II             | Miejsce       |
| ----------- | -------------------------- | ------------------------- | ------------- |
| 95 kg       | Simon Magalashvili (ISR) Z | Belarmino Salgado (CUB) P | 17.           |

## Letnie Igrzyska Olimpijskie 1996
| Konkurencja | Eliminacje                | Eliminacje            | Repasaże             | Klas. końcowa |
| Konkurencja | Przeciwnik I              | Przeciwnik II         | Przeciwnik I         | Miejsce       |
| ----------- | ------------------------- | --------------------- | -------------------- | ------------- |
| 95 kg       | Khayrullo Nazriev (TJK) Z | Paweł Nastula (POL) P | Antal Kovács (HUN) P | 13.           |

## Letnie Igrzyska Olimpijskie 2000
| Konkurencja | Eliminacje               | Eliminacje           | Eliminacje           | Finały              | Finały                 | Klas. końcowa |
| Konkurencja | Przeciwnik I             | Przeciwnik II        | Przeciwnik III       | Półfinał            | o 3 miejsce            | Miejsce       |
| ----------- | ------------------------ | -------------------- | -------------------- | ------------------- | ---------------------- | ------------- |
| 100 kg      | Armen Bagdasarov (UZB) Z | Sadok Khalki (TUN) Z | Mário Sabino (BRA) Z | Kōsei Inoue (JPN) P | Jurij Stiopkin (RUS) P | 5.            |